# William Heard Kilpatrick

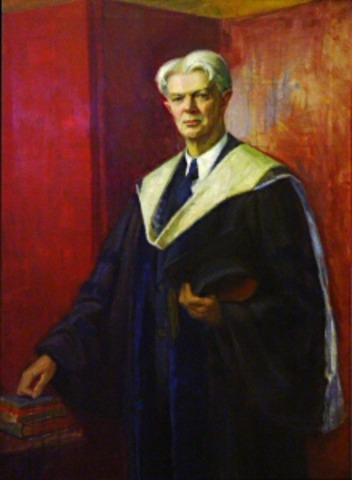
William Heard Kilpatrick

William Heard Kilpatrick (ur. 1871, zm. 1965) – amerykański pedagog i filozof, twórca metody projektów. Pełnił funkcję profesora filozofii wychowania w Columbia University w Nowym Jorku. Jego idee wywarły duży wpływ na amerykańskie szkolnictwo.
Kilpatrick był socjalistą demokratycznym i zasiadał w zarządzie Ligi na rzecz Demokracji Przemysłowej (LID). 

## Ważniejsze prace naukowe
- The Montessori System Examined (1914)
- The Project Method (1918)
- Education and Social Crisis (1932)
- Philosophy of Education (1951)